# Partido Popular de Empoderamiento
El Partido Popular de Empoderamiento es un partido político de izquierda en Barbados. El partido fue establecido el 14 de enero de 2006 como el ala electoral del Movimiento Clement Payne. Liderado por David Comissiong, solo recibió 198 votos en las elecciones de 2008 y no obtuvo ningún escaño.